# Элимелах, Миня Зеленович
Миня Зеленович Элимелах (23 июня 1939, Гомель ― 23 октября 2016, Жодино) — советский и белорусский тренер по гребле на байдарках и каноэ. Заслуженный тренер БССР и СССР, почётный гражданин города Жодино.

## Биография
Неоднократно побеждал и занимал призовые места на чемпионатах БССР по гребле на байдарках и каноэ.
Стоял у истоков отделения по гребле на байдарках и каноэ Жодинской ДЮСШ, представители которой впоследствии занимали призовые места на всесоюзных соревнованиях. Приехал в город в 1965 году после окончания института физкультуры в Минске. В течение восьми лет являлся единственным тренером в отделении и принимал всё нагрузку на себя, затем к нему присоединился Валерий Астапкович.
За время своей работы Миня Зеленович подготовил заслуженных мастеров спорта, чемпионов мира и 7-й летней спартакиады народов СССР ― Николая Астапковича и Владимира Тайникова, а также множество других, менее известных спортсменов. Всего проработал тренером 39 лет, после чего ушёл на пенсию.
За свой профессионализм и значительный личный вклад в развитие спорта высших достижений в городе Жодино М. З. Элимелаху в 2008 году было присвоено звание «Почётный гражданин города Жодино».
Скончался 23 октября 2016 года на 78 году жизни.